# Scaphoideus undulatus
Scaphoideus undulatus är en insektsart som beskrevs av Kitbamroong och Freytag 1978. Scaphoideus undulatus ingår i släktet Scaphoideus och familjen dvärgstritar. Inga underarter finns listade i Catalogue of Life.